# Toplica (Republika Serbska)
Toplica (cyr. Топлица) – wieś w Bośni i Hercegowinie, w Republice Serbskiej, w gminie Srebrenica. W 2013 roku liczyła 119 mieszkańców.